# Jarosław Kotewicz
Jarosław Kotewicz (ur. 16 marca 1969 w Iławie) – polski lekkoatleta, który specjalizował się w skoku wzwyż.

## Kariera
Międzynarodową karierę rozpoczynał w 1986 od nieudanego startu w mistrzostwach świata juniorów. Zdobywca brązowych medali na mistrzostwach Europy juniorów (1987) oraz mistrzostw świata juniorów (1988). Na eliminacjach zakończył swój występ w światowym czempionacie w Tokio w 1991, a trzy lata później – na mistrzostwach Starego Kontynentu – zajął piąte miejsce. Podczas kolejnej edycji mistrzostw świata w 1995 roku był ósmy, a na halowych mistrzostwach Europy w 1996 uplasował się na piątej lokacie. Startował w igrzyskach olimpijskich w Atlancie (1996) zajmując w konkursie skoku wzwyż 11. miejsce z wynikiem 2,25 m. Taki sam rezultat dał mu szóstą lokatę w halowych mistrzostwach globu w kolejnym sezonie. Reprezentant kraju w meczach międzypaństwowych.
Medalista mistrzostw Polski seniorów ma w dorobku pięć srebrnych (Kielce 1993, Warszawa 1995, Piła 1996, Bydgoszcz 1997 i Kraków 1999) oraz jeden brązowy medal (Kielce 1991). Cztery razy zdobywał halowe mistrzostwo Polski (Spała 1992, Spała 1994, Spała 1995 i Spała 1998) oraz dwa razy wicemistrzostwo kraju w hali. Jego żona Ewa była siatkarką.

## Rekordy życiowe
Na stadionie
- skok wzwyż – 2,31 m
  - 4 czerwca 1994, Lublin (9. wynik w historii polskiej lekkoatletyki[8])
  - 9 sierpnia 1994, Helsinki

W hali
- skok wzwyż – 2,31 m (7 lutego 1997, Brno)

## Osiągnięcia
| Rok  | Impreza                     | Miejsce         | Pozycja           | Wynik |
| ---- | --------------------------- | --------------- | ----------------- | ----- |
| 1986 | Mistrzostwa świata juniorów | Ateny           | el. –             | 2,06  |
| 1987 | Mistrzostwa Europy juniorów | Birmingham      | 3. miejsce        | 2,15  |
| 1988 | Mistrzostwa świata juniorów | Greater Sudbury | 3. miejsce        | 2,22  |
| 1991 | Mistrzostwa świata          | Tokio           | el. – 33. miejsce | 2,15  |
| 1994 | Mistrzostwa Europy          | Helsinki        | 5. miejsce        | 2,31  |
| 1995 | Mistrzostwa świata          | Göteborg        | 8. miejsce        | 2,25  |
| 1996 | Halowe mistrzostwa Europy   | Sztokholm       | 5. miejsce        | 2,29  |
| 1996 | Igrzyska olimpijskie        | Atlanta         | 11. miejsce       | 2,25  |
| 1997 | Halowe mistrzostwa świata   | Paryż           | 6. miejsce        | 2,25  |
| 1997 | Mistrzostwa świata          | Ateny           | el. – 21. miejsce | 2,23  |